# ريتشارد فوستر فلينت
ريتشارد فوستر فلينت (بالإنجليزية: Richard Foster Flint)‏ هو كاتب وجيولوجي أمريكي، ولد في 1 مارس 1902 في شيكاغو في الولايات المتحدة، وتوفي في 6 يونيو 1976 في نيو هيفن في الولايات المتحدة.